# Coptodactyla subaenea
Coptodactyla subaenea là một loài bọ cánh cứng trong họ Bọ hung (Scarabaeidae).